# Михайленко Галина Михайлівна
Галина Михайлівна Михайленко (нар. 12 травня 1973) — українська футболістка, півзахисниця.

## Життєпис
У чемпіонаті України дебютувала 1993 року. Футбольну кар'єру розпочала у клубі «Донецьк-Рось».
З 2002 року продовжувала виступи в харківській команді «Харків-Кондиціонер», яка змінювала назви та підпорядкування (ЖФК «Металіст», «Арсенал»). З 2006 року виступала в «Житлобуді-1». У команді під цією назвою дебютувала 17 травня 2006 року в переможному (1:0) виїзному поєдинку 3 туру чемпіонату України проти «Донеччанки». Галина вийшла на поле в стартовому складі та відіграла увесь матч, а на 7-й хвилині відзначилася дебютним голом за «Житлобуд-1». У складі харківського клубу двічі вигравала чемпіонат України та тричі ставала володаркою Кубку України.
У 2010 році досвідчена півзахисниця переходить до «Легенди». У футболці чернігівського клубу дебютувала 12 травня того ж року в переможному (6:1) виїзному поєдинку 3 туру чемпіонату України проти столичного «Атекса». Михайленко вийшла на поле на 76-й хвилині, замінивши Юлію Гнидюк. Єдиним голом за період свого перебування в «Легенді» відзначилася 26 вересня 2010 року на 61-й хвилині переможного (8:0) домашнього поєдинку 12-о туру чемпіонату України проти «Атекса». Галина вийшла на поле в стартовому складі, а на 64-й хвилині її замінила Любов Шматко. У складі чернігівського клубу зіграла 4 матчі (1 гол) у чемпіонаті України та 3 матчі в кубку України. Єдиним матч у жіночій Лізі чемпіонів за чернігівську команду провела 22 вересня 2010 року проти «Росіянки» (поразки чернігівчанок з рахунком 1:3). Михайленко вийшла на поле на 88-й хвилині, замінивши Мар'яну Іванишин. Разом з «Легендою» виграла чемпіонат України та стала фіналісткою кубку України.

## Досягнення
«Житлобуд-1»
- Чемпіон України
  -  Чемпіон (2): 2006, 2008
  -  Срібний призер (2): 2007, 2009

- Кубок України
  -  Володар (3): 2006, 2007, 2008

«Легенда»
- Чемпіон України
  -  Чемпіон (2): 2010

- Кубок України
  -  Фіналіст (1): 2010